# Kenny McCormick
Kenny McCormick er en tegnefilmsfigur fra den amerikanke tegnefilmserie South Park, der bliver sendt på Comedy Central. Hans stemme indtales af Matt Stone. Kenny er mest kendt for at dø i næsten hver eneste episode. Kennys familie er meget fattig, hvilket bl.a. Cartman ikke undlader at gøre opmærksom på. Han går også med en stram orange vinter hue der får ham til at mumle og i mange tilfælde er det umuligt at vide, hvad han siger. Dog har de fleste beboere i South Park ingen problemer med at forstå ham og der har dog også været enkelte episoder, hvor man hører ham tale frit bl.a. filmen South Park: Bigger, Longer & Uncut og episoderne "The Jeffersons" og "Lice Capades". Man ser kun Kennys rigtige ansigt i South Park: Bigger, Longer & Uncut, i episode 504 – "Super Best Friends" og episode 807 "The Jeffersons".
Hans forældre hedder Carol og Stuart McCormick og er begge arbejdsløse.
Han har en bror der hedder Kevin McCormick, men han optræder sjældent.
I afsnittet "Best Friends Forever" er der en lille pige som muligvis kunne være Kennys lillesøster, men pigen optræder kun denne ene gang.

## Signalement af Kenny McCormick
- Alder – 10 år
- Køn – Mand
- Hårfarve – Gul
- Stilling – Skoleelev
- Religion – Katolik
- Første optræden – "Cartman Gets an Anal Probe" (13. august 1997)
- Beklædning – Sorte sko, orange bukser, og en stramt-siddende orange anorak
- Stemmelagt af – Matt Stone